# The Christmas Setup
The Christmas Setup je americký hraný film s vánoční tematikou z roku 2020, který režíroval Pat Mills. Snímek měl premiéru 12. prosince 2020.

## Děj
Hugo pracuje jako právník ve velké firmě v New Yorku. Na Vánoce odjíždí ke své ovdovělé matce Kate do Milwaukee a vezme s sebou i svou dlouholetou kamarádku Madelyn. Domů se vrací z Mnichova i jeho starší bratr Aiden, který slouží na americké letecké základně v Německu. Kate je předsedkyní místního spolku a pořádá sousedskou vánoční slavnost, která se každoročně koná v budově místního nádraží. Letos však zřejmě naposledy, protože městská rada chce starou budovu zbořit. Spolek se však snaží budovu zachránit a Hugo začne zjišťovat, jak demolici zabránit. Hugo po návratu potkává Patricka, do kterého byl na střední škole tajně zamilovaný. Patrick se do Milwaukee vrátil ze San Francisca a nyní vypomáhá otci s prodejem vánočních stromků. Jejich postupné sbližování je narušeno pracovní nabídkou, aby Hugo po svátcích odjel do Londýna. Hugo se rozmýšlí, zda dát přednost práci nebo návratu do Milwaukee a vztahu s Patrickem.

## Obsazení
| Ben Lewis         | Hugo            |
| Blake Lee         | Patrick         |
| Ellen Wong        | Madelyn         |
| Fran Drescher     | Kate            |
| Chad Connell      | Aiden           |
| Pedro Miguel Arce | bratranec Jimmy |
| Peter Nelson      | Frank           |